# Tathorhynchus exsiccata
Tathorhynchus exsiccata är en fjärilsart som beskrevs av Lederer 1855. Tathorhynchus exsiccata ingår i släktet Tathorhynchus och familjen nattflyn. Inga underarter finns listade i Catalogue of Life.